# العذراء والشعر الأبيض (فلم)
العذراء والشعر الأبيض هو فيلم مصري أنتج عام 1983، من بطولة نبيلة عبيد ومحمود عبد العزيز ومن إخراج حسين كمال.

## القصة
تدور أحداث الفيلم حول امرأة يطلقها زوجها لكونها عاقر (لا تنجب)، فتتبنى فتاة ولكن لم يكن في حسبانها أن الفتاة ستغرم في زوجها بعد وصولها لسن المراهقة الذي يقوم هو بصدها وتتوالى الأحداث.

## أبطال الفيلم
- نبيلة عبيد بدور دولت
- محمود عبد العزيز بدور مدحت
- شريهان بدور بثينة
- مريم فخر الدين بدور أم دولت
- ممدوح عبد العليم بدور عادل
- محمود القلعاوي بدور محيى
- عفاف رشاد بدور عفاف
- حياة صلاح الدين طفلة
- ميرفت كاظم بدور أم بثينة
- عفاف وجدي بدور الفت ام عادل
- مدحت غالي بدور عثمان
- خديجة محمود بدور هنية اخت مدحت
- سامية سامي
- هانم محمد بدور عزيزة
- حمدي يوسف بدور طبيب نساء
- محمد الرملي بدور سليم بك الانصاري
- قدرية كامل
- إبراهيم قدري بدور جمعة البواب
- منى أيوب
- نسرين مفتاح
- إيمان خوري
- هدى عبده

## طاقم العمل
- إحسان عبد القدوس المؤلف
- كوثر هيكل سيناريو وحوار
- حسين كمال المخرج
- مصطفى جمال الدين مساعد المخرج
- عادل عوض مساعد مخرج ثان
- عبدالحليم النحاس مساعد مخرج ثان
- مجدي كامل مهندس الصوت
- محمود راشد مسجل الحوار
- عزت مصطفى مهندس الصوت
- رشيد سلامه مونتير
- محمد الزرقا مركب الفيلم
- مارسيل صالح نيجاتيف
- وديد سري مدير التصوير
- محمد شاكر مصور
- هشام وديد سري مهندس تصوير
- حمدي رأفت ماكيير
- طلعت احمد كوافير
- ماجد فيلم منتج
- حسن موافي منتج
- ماجد موافي منتح
- مجدي فواز منتج
- إسماعيل الكردي وأولاده منتج وموزع
- نيوستار التوزيع الداخلي
- أحمد حسين مصور فوتوغرافيًا
- طارق شرارة الموسيقى التصويرية
- علي أيوب ريجيسين
- إبراهيم أحمد اكسسوار

## وصلات خارجية
- العذراء والشعر الأبيض على موقع الدهليز
- العذراء والشعر الأبيض على موقع قاعدة بيانات الأفلام العربية